# Parc national Sierra de San Pedro Mártir
Le parc national Sierra de San Pedro Mártir (en espagnol : Parque nacional Sierra de San Pedro Mártir) est un parc national du Mexique situé en Basse-Californie. Il comprend une section de la sierra de San Pedro Mártir. Il a une superficie de 729,11 km2 et a été créé le 26 avril 1947. Il est administré par la Comisión Nacional de Áreas Naturales Protegidas.